# Liste der denkmalgeschützten Objekte in Dellach im Drautal
Die Liste der denkmalgeschützten Objekte in Dellach im Drautal enthält die 7 denkmalgeschützten, unbeweglichen Objekte der Gemeinde Dellach im Drautal.

## Denkmäler
| Foto |                 | Denkmal                                                                                | Standort                                          | Beschreibung | Metadaten |
| ---- | --------------- | -------------------------------------------------------------------------------------- | ------------------------------------------------- | --- | --- |
| ja   | Datei hochladen | Aufnahmsgebäude HERIS-ID: 59620 Objekt-ID: 71058                                       | Dellach 39 Standort KG: Dellach im Drautal        | Das Aufnahmegebäude der Pustertalbahn ist ein zweigeschoßiger über rechteckigem Grundriss errichteter Steinbau mit einer Steinfassade aus dem Jahr 1871. | BDA-Hist.: Q38087963 Status: Bescheid Stand der BDA-Liste: 2025-06-30 Name: Aufnahmsgebäude GstNr.: 124/1                                                        |
| ja   | Datei hochladen | Kath. Pfarrkirche hl. Margareta und Friedhof HERIS-ID: 53515 Objekt-ID: 61493          | Dellach Standort KG: Dellach im Drautal           | Die mittelgroße Kirche mit schlankem zwiebelbehelmten Turm nördlich des Chors ist im Wesentlichen ein spätbarocker Bau von Ende des 18. Jahrhunderts. Der eingezogene quadratische Chor ist im Kern gotisch und weist noch Fresken auf. Der Hochaltar in spätbarocken Formen ist von 1847; der rechte Seitenaltar (ursprünglich Hauptaltar) ist etwa von 1790. | BDA-Hist.: Q2082574 Status: § 2a Stand der BDA-Liste: 2025-06-30 Name: Kath. Pfarrkirche hl. Margareta und Friedhof GstNr.: .28 Pfarrkirche Dellach im Drautal   |
| ja   | Datei hochladen | Kupfer-Schachtofen HERIS-ID: 46781 Objekt-ID: 48959                                    | Draßnitz, Flur Tonelekammer Standort KG: Draßnitz | Die Überreste des Kupfer-Schachtofens aus dem 16. Jahrhundert befindet sich auf ungefähr 1600 Meter Seehöhe. Bis ins 19. Jahrhundert fand er in der Rohschmelzen von gerösteten Kupfererzen Verwendung, die im Draßnitztal abgebaut wurden. | BDA-Hist.: Q38023671 Status: Bescheid Stand der BDA-Liste: 2025-06-30 Name: Kupfer-Schachtofen GstNr.: 781                                                       |
| ja   | Datei hochladen | Kapelle Maria Sieben Schmerzen HERIS-ID: 53527 Objekt-ID: 61510                        | Draßnitzdorf Standort KG: Draßnitzdorf            | Die Kapelle Maria Sieben Schmerzen ist ein um 1800 erbautes Gebäude mit einem zweiachsigen Schiff und einem eingezogenen Chor mit 5/8-Schluss. Der Dachreiter ist von einem Spitzhelm gekrönt. Das Innere ist mit einem Flachtonnenstichkappengewölbe und einem eingezogenen Triumphbogen versehen. Außerdem weist der Innenraum eine Pilastergliederung auf und besitzt eine vorschwingende Westempore. Im Inneren ist der Chor halbrund. Der spätbarocke Altar zeigt über dem Tabernakel ein Pietà-Relief unter einem gerafften Baldachin. | BDA-Hist.: Q38057456 Status: § 2a Stand der BDA-Liste: 2025-06-30 Name: Kapelle Maria Sieben Schmerzen GstNr.: .17 Kapelle Maria Sieben Schmerzen, Draßnitzdorf  |
| ja   | Datei hochladen | Kapelle Zur schmerzhaften Muttergottes Mater dolorosa HERIS-ID: 53743 Objekt-ID: 61767 | Glatschach Standort KG: Nörenach                  | Die Kapelle Mater dolorosa ist ein kleiner, 1902 von Anton Breitenegger errichteter, Langbau mit einem Chor mit 5/8-Schluss. Auf dem Dach des mit Spitzbogenfenstern versehenen Gebäudes befindet sich ein hölzerner Dachreiter. Das Langhaus ist von einem Tonnengewölbe mit Stichkappen überwölbt und mündet über einen spitzbogigen Triumphbogen in den eingezogenen Chor, der ebenfalls Stichkappen aufweist. Der neugotische Altar, 1902 von Alois Valentin errichtet und mit einem geschnitzten Vesperbild versehen, zeigt seitlich figurale Darstellungen der Heiligen Florian und Fridolin, die von Michael Gasslitter 1902 hergestellt wurden. | BDA-Hist.: Q38058301 Status: § 2a Stand der BDA-Liste: 2025-06-30 Name: Kapelle Zur schmerzhaften Muttergottes Mater dolorosa GstNr.: 184/1                      |
| ja   | Datei hochladen | Schloss Stein im Drautal HERIS-ID: 35426 Objekt-ID: 34185                              | Stein 1 Standort KG: Stein                        | Die aus dem 12. Jahrhundert stammende Burg auf steil aufragendem Felsen wurde im 16. Jahrhundert ausgebaut: die Anlage wurde um ein Stockwerk erhöht, der Hof verbaut, die Kapelle zu einer Doppelkapelle erweitert. Westlich der Burg auf einem Felsen steht der romanische Bergfried, der heute als Aussichtsturm dient. | BDA-Hist.: Q2243589 Status: Bescheid Stand der BDA-Liste: 2025-06-30 Name: Schloss Stein im Drautal GstNr.: .8, .9 Burg Stein im Drautal                         |
| ja   | Datei hochladen | Kath. Filialkirche Zur schmerzhaften Muttergottes HERIS-ID: 13358 Objekt-ID: 9536      | bei Suppersberg 4 Standort KG: Draßnitz           | Die einfache Kirche mit gerundetem Chor, westlichem Dachreiter und spätbarockem Altar wurde 1871 geweiht. | BDA-Hist.: Q1413279 Status: Bescheid Stand der BDA-Liste: 2025-06-30 Name: Kath. Filialkirche Zur schmerzhaften Muttergottes GstNr.: .8 Filialkirche Suppersberg |